# Gangbuster
Gangbuster (Originaltitel: L'avvocato della mala) ist ein Kriminalfilm von Alberto Marras aus dem Jahr 1977. Der im Original L'avvocato della mala betitelte Film erhielt am 30. September 1986 auf Video seine deutschsprachige Erstaufführung.

## Handlung
Der junge und arbeitslose Rechtsanwalt Mario Gastaldi (der in der deutschen Fassung Mark Carter heißt) lässt sich – nachdem seine Privatdetektei für den Verlust von Mafiageld verantwortlich gemacht wird – für fünf Millionen Lire darauf ein, den Vermittler für gestohlene Gemälde zu geben. Dabei hat er es mit dem Boss Peseti, der sich auf illegalen Kunsthandel spezialisiert hat, sowie mit Ingenieur Farnese, einem eigentlich unverdächtigen Mann, auf dessen Konto aber zahlreiche Entführungen gehen, zu tun. Nachdem er dreihundert Millionen für zwei Gauguins für Peseti erhalten hat, lässt er sich von vier Räubern überfallen, um dann das Geld mit ihnen zu teilen. Die Beute erweist sich jedoch als nutzlos, da sie aus einer Lösegeldcharge eines Entführungsfalles stammt und markiert ist. Als ein Killer Farneses bei Peseti vorstellig wird, versteht dieser, dass Gastaldi hinter dem Überfall steckt und lässt dessen Freundin Paola entführen, um Mario so zur Herausgabe des Schlüssels zum Versteck des Geldes zu zwingen. Der gerissene Anwalt kann jedoch Paola befreien, allen Fallstricken entgehen und den Boss Peseti sowie dessen Männer dem Gesetz zuführen.

## Kritik
Handwerklich bewege sich der sehr verworrene Film auf einem ganz vertretbaren Niveau, meint Michael Cholewa in seinem Genreüberblick.

## Synchronisation
Lovelock wird von Hans-Georg Panczak, Mel Ferrer von Alexander Allerson, Carati von Christina Höltel und Tinti von Christoph Lindert gesprochen.